# Characoma proteela
Characoma proteela är en fjärilsart som beskrevs av Dyar. Characoma proteela ingår i släktet Characoma och familjen trågspinnare. Inga underarter finns listade i Catalogue of Life.